# خوسيه نافارو (لاعب كرة قدم)
خوسيه نافارو (بالإسبانية: José Navarro Aramburu) (24 سبتمبر 1948 ببيرو - ) هو لاعب كرة قدم بيروفي في مركز الدفاع، شارك في كأس العالم 1978. وشارك مع منتخب بيرو لكرة القدم. أما مع النوادي، فقد لعب مع خوان أوريتش ونادي سبورتينغ كريستال وديبورتيفو مانيسيبال ‏ وديفينسور ليما وDefensor Arica ‏.

## وصلات خارجية
- خوسيه نافارو على موقع الاتحاد الدولي (مؤرشف)  (الإنجليزية)
- خوسيه نافارو على موقع قاعدة بيانات كرة القدم.إي يو (الإنجليزية)
- خوسيه نافارو على موقع ناشيونال فوتبول تيمز (الإنجليزية)